# میشل بنتوگلیو
میشل بنتوگلیو (انگلیسی: Michele Bentoglio؛ زادهٔ ۳۰ نوامبر ۱۹۹۳) بازیکن فوتبال اهل ایتالیا است. از باشگاه‌هایی که در آن بازی کرده‌است می‌توان به باشگاه فوتبال پارما اشاره کرد.